# Woodlawn (film)
Pour les articles homonymes, voir Woodlawn.
Pour plus de détails, voir Fiche technique et Distribution.
 Woodlawn  est un film américain réalisé par les frères Andrew et Jon Erwin, sorti le 16 octobre 2015 aux États-Unis.   Le film est basé sur la vie de Tandy Gerelds et Tony Nathan (en).

## Synopsis
Le running back superstar des Dolphins de Miami Tony Nathan a fréquenté la Woodlawn High School à Birmingham (Alabama) au début des années 1970. Nathan est devenu un étudiant modèle et la première superstar du football noir de l’histoire. Lui et d’autres étudiants noirs ont joué dans l’équipe principalement blanche sous la direction de l’entraîneur Tandy Gerelds à une époque où les tensions raciales étaient très élevées. Il a été crédité d’avoir aidé à unifier l’équipe, qui a ensuite joué le plus grand match de lycée de l’histoire de l’Alabama. Après le lycée, Nathan a joué pour l’entraîneur Paul « Bear » Bryant à l’Université de l’Alabama. Il a ensuite joué sous les sous les cils de l’entraîneur Don Shula avec les Dolphins et a été titulaire lors de deux Super Bowls.
Lorsque la Woodlawn High School à Birmingham abandonne la ségrégation raciale de manière controversée en 1973, l’athlète noir surdoué Tony Nathan et plusieurs autres joueurs noirs rejoignent l’équipe de football à prédominance blanche de l’école. L’entraîneur, Tandy Gerelds, dit à l’équipe d’utiliser leur colère commune face aux incidents violents répétés pour les unir, mais les joueurs noirs et blancs s’affrontent sur et en dehors du terrain. Après une émeute à l’école, Gerelds laisse l’aumônier sportif itinérant Hank Erwin parler à l’équipe en tant que « conférencier de motivation ». Le discours de Hank pousse presque toute l’équipe à accepter l’invitation de Hank à engager leur vie à suivre Jésus-Christ et à se rassembler dans la prière et le travail. Gerelds n’accepte pas l’invitation et ne sait pas quoi faire de l’événement.
L’équipe perd son premier match, mais après que Gerelds a décidé de jouer Nathan sur les objections de certains des parents des joueurs blancs, ils gagnent leur prochain match. Nathan devient une star de l’évasion, et l’équipe continue sur une longue série de victoires menant à leur dernier match avec son rival Banks.
L’entraîneur de Banks « Shorty » White demande à ses joueurs de cibler Nathan, et les plaquages durs répétés font des ravages. Nathan marque un touché, mais est blessé par un coup de retard vicieux et est incapable de continuer à jouer. Woodlawn perd, mais Gerelds exprime sa fierté envers son équipe pour « les hommes qu’ils sont devenus ». Après être venu à la foi, Gerelds finit par chercher l’église de Nathan pendant un service dominical, où il témoigne du changement dans sa vie et demande à se faire baptiser.
Beaucoup de gens s’interrogent sur le redressement de l’équipe de Woodlawn, et Hank organise une rencontre entre les joueurs de Woodlawn et les joueurs de Banks, conduisant également à un éveil spirituel au sein de l’équipe de Banks. Gerelds et White tiennent un camp de football commun sans précédent avant la saison 1974, et une camaraderie se développe entre les deux équipes. Les deux sont invaincus pour la saison jusqu’à leur dernier match l’un contre l’autre, qui en raison de la célébrité de Nathan et Banks quarterback Jeff Rutledge, attire une foule record de 42,000.
Quelques années plus tard, travaillant maintenant comme agent d’assurance, Gerelds admet à un client que même s’ils ont perdu ce gros match, la transformation dont il a été témoin dans la vie de nombreuses personnes était miraculeuse.
Après que Nathan, qui joue maintenant pour Alabama, a emmené son équipe à la victoire au Sugar Bowl, il appelle Gerelds à la maison et exprime sa gratitude, l’encourageant à retourner à l’entraînement.

## Distribution
- Sean Astin : Hank Erwin
- Nic Bishop : Coach Tandy Gerelds
- Caleb Castille : Tony Nathan
- Sherri Shepherd : Louise Nathan, la mère de Tony
- Jon Voight : Paul « Bear » Bryant
- C. Thomas Howell : George « Shorty » White
- Kevin Sizemore : Coach Jerry Stearns

## Réception

### Box-office
Le film a récolté 14,4 millions de dollars au box-office mondial pour un budget de 13 millions de dollars.

### Critiques
Sur Metacritic, le film a obtenu une moyenne de 57 sur 100 de la presse.
Sur Rotten Tomatoes, le film a obtenu une moyenne de 73% de la presse et de 80% de l’audience.